# 보리스 파이차제 경기장
보리스 파이차제 국립 경기장(조지아어: ბორის პაიჭაძის სახელობის ეროვნული სტადიონი)은 조지아 트빌리시에 위치한 다목적 경기장이다. 경기장 이름은 조지아의 축구 선수인 보리스 파이차제에서 유래된 이름이다. 주로 축구 경기에 사용되고 있지만 때로는 럭비 유니언, 럭비 리그 경기에 사용되기도 한다. FC 디나모 트빌리시와 조지아 축구 국가대표팀, 조지아 럭비 유니언 국가대표팀의 홈 구장으로 사용되고 있다.
1976년 9월 29일 개장과 함께 열린 첫 경기는 디나모 트빌리시와 카디프 시티의 UEFA컵 경기였다. 이 경기는 디나모 트빌리시의 3-0 승리로 끝났다. 1979년 리버풀과의 유러피언컵 32강전 경기에서는 110,000명의 관중이 입장했다. 2006년 전좌석 형태로 개조되었으며 수용 인원은 54,549명이다. 2015년 UEFA 슈퍼컵 경기장으로 선정되었다.

## 기록

### 2002년 FIFA 월드컵 유럽 지역 예선
| 날짜            | 팀 1   | 스코어 | 팀 2     | 라운드 |
| --------------- | ------ | ------ | -------- | ------ |
| 2000년 10월 7일 | 조지아 | 0 - 2  | 루마니아 | 8조    |
| 2001년 6월 2일  | 조지아 | 1 - 2  | 이탈리아 | 8조    |

## 같이 보기
- 미헤일 메스히 경기장